# وقواق برونزي لامع

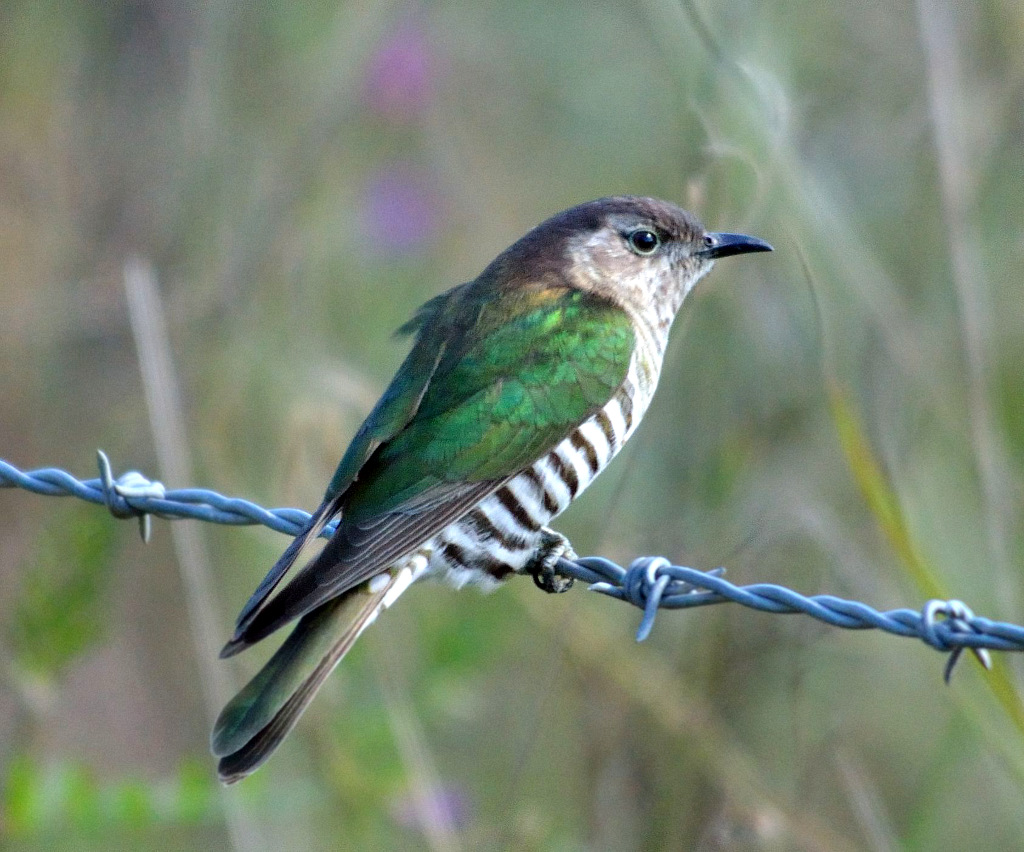

وقواق برونزي لامع (الاسم العلمي: Chrysococcyx lucidus) (بالإنجليزية: Shining Bronze-cuckoo)‏ هو نوع من الطيور يتبع جنس الوقواق البرونزي من فصيلة طيور الوقواق.